# Suburbia (canção)
"Suburbia" é uma canção da dupla inglesa de música eletrônica Pet Shop Boys. A canção foi lançada como 4º single do álbum de estreia da dupla, o Please (1986), numa versão remixada, diferente da presente no álbum. Foi a segunda entrada dos artistas no top 10 da tabela musical do Reino Unido, a UK Singles Chart, com pico na posição de número 8.